# Kollafjörður (Faxaflói)

Plaatsnamen van Reykjavík en omgeving.

De Kollafjörður is een fjord in het westen van IJsland die in de Faxaflói baai uitmondt. Aan de noordzijde wordt de fjord begrensd door de berg Esja, en naar het noordwesten gaat de fjord over in de Hvalfjörður fjord. Aan de oostzijde wordt de fjord begrensd door Reykjavíks voorstad Mosfellsbær en het gebied rond Mosfell. Aan de zuidzijde ligt IJslands hoofdstad zelf en Seltjarnarnes en gaat daar over in de Skerjafjörður.
In de  Kollafjörður liggen een aantal eilanden. Vroeger waren deze eilanden bewoond, maar nu zijn ze verlaten. Deze eilandjes zijn Akurey (akkereiland), Engey, Viðey, Þerney en Lundey (papegaaiduikereiland). De Elliðaá rivier eindigt in de Kollafjörður.

## Een andere Kollafjörður
In het noordwesten van IJsland zijn er twee andere fjorden die ook Kollafjörður heten. Beide liggen in de Westfjorden waarvan de oostelijke deel van de veel grotere Húnaflói uitmaakt. De andere grenst aan de noordzijde van de Breiðafjörður.